# Прототипи Джеймса Бонда
Прототипами Джеймса Бонда, героя 29  творів британського письменника та офіцера військово-морської розвідки Яна Флемінга  і 26 повнометражних фільмів за мотивами творів Флемінга, були безліч реальних людей, із якими Флемінг коли-небудь був знайомий. До створення героя пряме відношення має реальний американський орнітолог Джеймс Бонд. Його ім'я  Флемінг взяв для свого персонажа. А номер 007 - це посилання до злому німецького шифру 0075 часів Першої світової війни. Деякі аспекти особистості Бонда і його пристрастей повністю відповідали смакам Флемінга.

## Ім'я героя

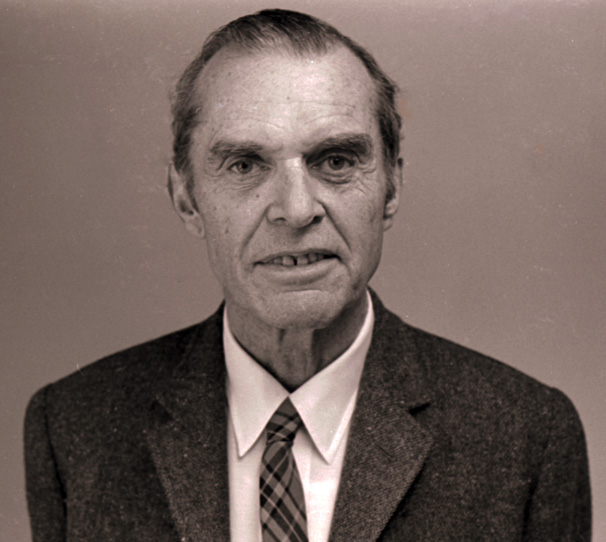
Орнітолог Джеймс Бонд, тезка якого став головним героєм Я. Флемінга

Ян Флемінг розпочав роботу над своїм першим романом Казино «Рояль» у своєму маєтку Голденай на Ямайці 17 лютого 1952 року. Він написав частину роману обсягом 2000 слів на основі власних згадок і уяви. Роботу над рукописом автор закінчив 18 березня 1952 року, витративши один повний місяць і ще один день. Ім'я він взяв на честь американського орнітолога Джеймса Бонда, експерта із птахів Карибського регіону і автора путівника «Птахи Вест-Індії». Ян Флемінг сам захоплювався спостереженням за птахами і свого часу придбав екземпляр цієї книги. Пізніше письменник пояснив подружжю орнітолога своє рішення назвати героя на його честь:

Я помітив, що це коротке, неромантичне, англосаксонське і, перш за все, чоловіче ім'я, було те, що мені потрібно, і таким чином, народився другий Джеймс Бонд.
Оригінальний текст (англ.)
It struck me that this brief, unromantic, Anglo-Saxon and yet very masculine name was just what I needed, and so a second James Bond was born.

У інтерв'ю журналу The New Yorker від 21 квітня 1962 року Флемінг сказав,  що спершу хотів зробити героєм недосвідчену і нецікаву людину, яка виступатиме як інструмент спецслужб, з таким же простим ім'ям:

Коли я написав перший роман у 1953 році, я хотів, щоб Бонд був відверто не мужньою і не цікавою людиною, з яким трапляються події. Я хотів, щоб він був сліпим інструментом... а коли я замислився над ім'ям для свого героя, на мене зійшло осяяння. Я вирішив, що це саме нісенітницьке ім'я, яке коли-небудь чув.
Оригінальний текст (англ.)
When I wrote the first one in 1953, I wanted Bond to be an extremely dull, uninteresting man to whom things happened; I wanted him to be a blunt instrument ... when I was casting around for a name for my protagonist I thought by God, [James Bond] is the dullest name I ever heard.

У ще одному інтерв'ю Флемінг сказав, що шукав найпростіший і зрозумілий варіант імені:

Мені потрібно було найпростіше, саме дурне, саме зрозуміле ім'я. Джеймс Бонд - набагато краще, ніж який-небудь інтригуючий Перегрін Карратерс. З ним і навколо нього відбуваються неймовірні речі, але він нейтральна фігура - анонімний, тупий інструмент в руках уряду.Оригінальний текст (англ.)
I wanted the simplest, dullest, plainest-sounding name I could find, 'James Bond' was much better than something more interesting, like 'Peregrine Carruthers'. Exotic things would happen to and around him, but he would be a neutral figure—an anonymous, blunt instrument wielded by a government department.

Коли Флемінг зустрівся із справжнім орнітологом Джеймсом Бондом і його подружжям, він назвав їх чарівною парою, які, в свою чергу, були задоволені таким жартом. Про орнітолога прямо згадано у фільмі «Помри, але не зараз» з Пірсом Броснаном у головній ролі, який взяв копію книги «Птахи Вест-Індії» і прибув на Кубу під виглядом орнітолога.

## Риси автора
Під час Другої світової війни Флемінг був помічником керівника Управління військово-морської розвідки Великої Британії Джона Генрі Годфрі . Він відповідав за організацію спеціальних операцій підрозділу No. 30 Commando і дослужився до звання командора ВМС Великої Британії. Це ж звання отримав і Джеймс Бонд. Багато із смаків і переваг Джеймса Бонда збігалися із перевагами Флемінга — гандикап у гольфі, яєчня як улюблена страва, одні й ті ж марки чоловічих засобів для догляду за тілом. Також схожими були: характер, любов до гольфу та азартних ігор. Флемінг відобразив у романах моменти своєї кар'єри розвідника і особистого життя, включаючи туди імена  шкільних друзів, знайомих, родичів і коханих жінок.
Сигарети Бонда були такої ж марки, як у Флемінга, які купував у 1930-ті роки, - це сигарети Morland. На фільтрі зображувались три золоті смужки, як на погонах командора ВМС. У середньому Бонд викурював до 60 сигарет вдень, але після візиту до лікаря у романі «Кульова блискавка», зменшив це число до 25. Ця згубна звичка також була запозичена у Флемінга, який свого часу викурював до 80 сигарет вдень.

## Реальні прототипи
Окрім внесення своїх рис та переваг у образ Бонда, Флемінг додав також риси біографії ряду людей, із якими він був знайомий під час роботи у розвідці. Він називав Бонда збірним образом всіх таємних агентів і бійців загонів спеціального призначення, з котрими зустрічався під час війни.
| Ім'я                       | Роки життя                         | Особливості |
| -------------------------- | ---------------------------------- | --- |
| Сідней Коттон              | 17 червня 1894 – 13 лютого 1969    | Коттон — австралієць, який проходив службу у Королівській військово-морській службі авіації Великої Британії. Подружившись із Флемінгом під час Другої світової війни. Він був агентом MI6, який фотографує німецькі заводи, військові об'єкти і летовища за допомогою прихованої у фюзеляжі літака камери. Також він фотографував об'єкти, ховаючись за людьми (у тому числі і навіть за Германом Герінгом). Він був останньою цивільною особою, котрий покинув Берлін перед початком Другої світової війни, але встигнув зробити фотографії кораблів крігсмаріне |
| Патрік Делзел-Джоб         | 1 червня 1913 – 14 жовтня 2003     | Офіцер військово-морської розвідки та член британських командос. Делзел-Джоб був також перекладачем, письменником, моряком, провідником, парашутистом, ниряльцем і лижником. Познайомився з Флемінгом під час служби у No. 30 Commando. Його схожість з Бондом була у тому, що він часто обурювався і не підкорювався наказам. Сам Делзел-Джоб стверджував, що не читав романів Флемінга і не дивився фільми, оскільки вони не відповідали його стилю, а сам він ніколи не пив і завжди любив тільки одну жінку. |
| Вілфрід (Біффі) Дандердейл | 24 грудня 1899 – 13 листопада 1990 | Дандердейл очолював резидентуру MI6 у Парижі, постійно вечеряв у ресторані Maxim’s, мав броньований Rolls-Royce і, взагалі, любив швидкісні машини. Він завжди шив сам собі одяг та носив браслети від Cartier, а також проводив час у товаристві прекрасних жінок. Дандердейл товаришував з Флемінгом і відіграв важливу роль у зломі «Енігми». |
| Пітер Флемінг              | 31 травня 1907 – 18 серпня 1971    | Старший брат Яна Флемінга, експерт із військової розвідки і нерегулярних військових формувань. Працював на окупованих німцями територіях Норвегії і Греції, а також перебував у Делі, де займався розробкою дезінформації проти імператорської армії Японії. |
| Сенді Глен                 | 18 квітня 1912 – 6 березня 2004    | Колишній полярний дослідник, колега Флемінга в Управлінні військово-морської розвідки. Як і Бонд, Глен навчався у коледжі Феттес та мав шотландське походження. Свій зв'язок з Бондом заперечував, називаючи себе більш ввічливим і законослухняним. |
| Біл Хадсон                 | 11 серпня 1910 – 1 листопада 1995  | Біл Хадсон був офіцером зв'язку у югославських четників і партизанів Йосипа Броза Тіто. Він співпрацював із Секретною розвідувальною службою і Управлінням спеціальних операцій. Пережив ряд замахів і зумів завербувати ряд агентів, щоб зруйнувати систему поставок через море у країни осі. У тому числі, він самостійно підірвав італійське судно. |
| Фіцрой Маклін              | 11 березня 1911 – 15 червня 1996   | Маклін служив у Особливій повітряній службі, брав участь в операціях у Північній Африці та Югославії. За час свого перебування у Югославії він став другом і особистим біографом Йосипа Броза Тіто. При житті Маклін заперечував, що є прототипом для Бонда. Це стверджував і біограф Флемінга Ендрю Лайсет. Хоча багато журналістів і після його смерті відносилися до цього твердження Макліна з недовірою. |
| Майкл Мейсон               | —                                  | Виходець з багатої сім'ї. Мейсон виїхав у Канаду ще молодим, де займався полюванням на пухнастих звірів і навіть боксував. На початку війни працював у Бухаресті, де відзначився тим, що знищив двох шпигунів Третього рейху. |
| Мерлін Міншел              | 21 грудня 1906 – 3 сентября 1987   | Міншел був у складі Королівського військово-морського добровільного резерву. Був знайомий з Флемінгом завдяки роботі у військово-морській розвідці. З 1940 року агент УСО, керував організацією партизанського руху у Франції та Югославії |
| Конрад О’Брайан-френч      | 19 листопада 1893 – 23 жовтня 1986 | Відомий офіцер британської розвідки, відзначений нагородами офіцера, лижника, альпініста, перекладач, мандрівника і художника. Зустрівся з Флемінгом у 1930-ті роки, коли працював у мережі Z Клод Денсі у Австрії, збираючи інформацію про дії вермахту. У 1918 році був завербований Стюартом Мензісом у MI6, де зайнявся нелегальною розвідкою. |
| Душко Попов                | 10 липня 1912 – 10 серпня 1981     | Попов працював відразу на три розвідки: югославську ВОА («Душко»), MI6 («Трицикл») і абвер («Іван»). Флемінг познайомився з Поповим у Лісабоні у супроводі агентів MI6 і бачив як у казино Ешторил той програв під час гри бакарі 40 тисяч доларів США (у 2018 році ця сума склала би 700 тисяч доларів), які йому були виділені абвером на виконання завдання. Пізніше схожа сцена потрапила у роман «Казино «Рояль». |
| Сідней Рейлі               | 24 березня 1873 – 5 листопада 1925 | Рейлі був агентом спеціального відділу Скотланд-Ярд і новостворюваного тоді Секретного розвідувального бюро, котрим керував Вільям Мелвіль. У 1918 році сер Менсфілд Сміт-Камінг завербував його для роботи у MI1(c), раннього визначення MI6. Друг Рейлі, Брюс Локхарт, був знайомий з Флемінгом багато років і розказав йому про шпигунські пригоди Рейлі. У газеті «The Sunday Times» Флемінг неодноразово згадував, що створив Бонда після того, як дізнався історії про Рейлі. |
| Пітер Смітерс              | 9 грудня 1913 – 8 червня 2006      | Сер Пітер Смітерс, про котрого чув Флемінг, брав участь у евакуації британських громадян із Франції під час вторгнення вермахту. Працював у Вашингтоні, де поширював дезінформацію про гітлерівців. У роки війни проходив службу у військово-морській розвідці, а його ім'я Флемінг дав одному з героїв роману «Голдфінгер». |
| Вільям Стефенсон           | 23 січня 1897 – 31 січня 1989      | Уродженець Канади Уільям Стефенсон був учасником у Першій світовій війні. Він був льотчиком-винищувачем, винахідником, підприємцем, мільйонером, а також посвячений у лицарі-бакалаври. Серед агентів MI6 використовував псевдонім «Безстрашний» (англ. Intrepid) завдяки своїй зухвалості і хоробрості, готовності прориватися у тил ворога, сіяти серед них хаос і паніку, та надавати цінну інформацію. До 1940 року він очолив Британську координацію безпеки, відділення MI6 у Нью-Йорку, а також став радником Вінстона Черчилля і Франкліна Рузвельта. У роки Першої світової війни був нагороджений Військовим хрестом і Хрестом «За видатні літаючі заслуги». У1918 році був збитий німцями, але дивом втік із полону. У 1920-ті та 1930-ті роки він, будучи бізнесменом, повідомляв британцям про випадки порушення німцями положень Версальської системи. Внаслідок цього уже у 1930-ті роки Черчилль розпочав підготовку Британії до майбутньої війни. Уільям Стефенсон також створив Табір X для підготовки майбутніх спецагентів. Майстер розробки шпигунських предметів для спостереження і самооборони. 21 жовтня 1962 року у газеті The Sunday Times Флемінг написав про те, що Стефенсон був «високоромантичною версією справжнього шпигуна; справжньою людиною, який став одним із найкращих розвідників військових років». |
| Форест Єо-Томас            | 17 червня 1902 – 26 лютого 1964    | Командир відділу ВВС Великої Британії. Форест Єо-Томас був агентом Управління спеціальних операцій під псевдонімом «Білий кролик». Неодноразово потрапляв у Францію на літаку. У своїх згадках Флемінг писав про те, що Томас виконував небезпечні місії у тилі, вечеряючи з гітлерівцями, переодягаючись, потрапляючи у полон і витримуючи катування гестапо, втікав із в'язниці та знищуючи ворожого шпигуна, а також, природно, зустрічався із багатьма жінками. |

## Вигадані персонажі
Окрім реальних людей, на образ Джеймса Бонда вплинули і герої творів Деніса Вітла, особливо секретний агент Грегорі Салласт (англ. Gregory Sallust), котрий, у свою чергу, був створений на основі друга Вітлі, Гордона Еріка Гордона-Тумба  (Gordon Eric Gordon-Tombe)

## Номер 007
Номер 007, який є кодовим номером агента Бонда, також був навіяний рядом джерел. У всіх романах та фільмах цифри 00 символізують так звані «дозволи на вбивство» — право застосовувати бойову зброю та звістку вогонь на поразку для ліквідації, які представляють загрозу державі та ряду осіб. За однією версії, це був гліф, яким відомий учений і придворний Джон Ді підписував свої донесення королеві Єлизаветі I. Він представляв собою два кола і кутову дужку, схожу на «7», що символізує призначення інформації тільки для очей монарха. Через іншу, більш прозаїчну версію, це є посиланням до злому німецького шифру 0075, який використовувався для шифрування дипломатичного листування під час Першої світової війни. Ним була зашифрована Телеграма Ціммермана, розкриття інформації про яку змусило США втрутитися у війну і змінити хід подій. На думку журналіста Бена Макінтайра, 00 тут означало «цілком таємно», і злом подібної інформації став великим досягненням британської військової розвідки за всю її історію існування.

### Книги
- Raymond Benson. The James Bond Bedside Companion. — London : Boxtree Ltd, 1988. — ISBN 978-1-85283-233-9.
- Jeremy Black. The Politics of James Bond: from Fleming's Novel to the Big Screen. — University of Nebraska Press, 2005. — ISBN 978-0-8032-6240-9.
- Robert Caplen. Shaken & Stirred: The Feminism of James Bond. — Bloomington, Indiana : Xlibris, 2010. — ISBN 978-1-4535-1282-1.
- Henry Chancellor. James Bond: The Man and His World. — London : John Murray, 2005. — ISBN 978-0-7195-6815-2.
- Andrew Cook. Ace of spies: the true story of Sidney Reilly. — Stroud : Tempus Publishing, 2004. — ISBN 978-0-7524-2959-5.
- Dwight Hamilton. Inside Canadian Intelligence: Exposing the New Realities of Espionage and International Terrorism. — Ontario : Dundurn Press, 2011. — ISBN 978-1-55488-892-4.
- Peter Jackson, L. V. Scott. Understanding intelligence in the 21st century: Journeys in shadows. — London : Routledge, 2004. — ISBN 978-0-7146-5533-8.
- Andrew Lycett. Ian Fleming. — London : Phoenix, 1996. — ISBN 978-1-85799-783-5.
- Ben Macintyre. For Your Eyes Only: Ian Fleming and James Bond. — London : Bloomsbury Publishing, 2008. — ISBN 978-0-7475-9527-4.
- C.G. McKay. From Information to Intrigue: Studies in Secret Service based on the Swedish Experience, 1939–1945. — London : Frank Cass & Co. Ltd, 1993. — ISBN 978-0-7146-3470-8.
- Nicholas Rankin. Ian Fleming's Commandos: The Story of 30 Assault Unit in WWII. — London : Faber and Faber, 2011. — ISBN 978-0-571-25062-2.
- Richard Spence. Trust no one: the secret world of Sidney Reilly. — Washington : Feral House, 2002. — ISBN 978-0-922915-79-8.
- Nigel West. Historical dictionary of Ian Fleming's world of intelligence: fact and fiction. — Lanham, Maryland : Scarecrow Press, 2010. — ISBN 978-0-7524-2896-3.

### Преса
- Geoffrey T. Hellman.  // The New Yorker : magazine. — Condé Nast, 1962. — . — 4.